# ホルコム・ウォード
ホルコム・ウォード（Holcombe Ward, 1878年11月23日 - 1967年1月23日）は、アメリカ・ニューヨーク市出身の男子テニス選手。ハーバード大学卒業。19世紀から20世紀への転換期に活動し、1900年代の全米選手権（現在の全米オープンテニス）で男子シングルス1勝・男子ダブルス6勝を挙げた選手である。彼はウィンブルドン選手権にも1901年と1905年の2度出場し、1901年に男子ダブルス準優勝を記録した。右利きの選手で、体格は身長175cm、体重61kgほどであった。
ウォードは当時のアメリカ男子テニス界で、同じハーバード大学のライバルであるドワイト・デービス、マルコム・ホイットマンとともに「ハーバードの3人組」（The Harvard Three）と呼ばれた。1900年に創設された男子テニス国別対抗戦「デビスカップ」の優勝杯寄贈者になったデービスとは、現役選手時代のダブルス・パートナーであると同時に、生涯の親友であった。彼はテニス技術においても「アメリカ式ツイスト・サーブ」を発明した選手としてよく知られる。これはサーブを打った時、ラケットのスイングに長いフォロースルーを持たせることで、相手の前でボールが高く弾むようにする方法である。ツイストサーブでも、ウォードの打法はホイットマンのものとは全く違っていた。

## 全米選手権
ウォードは1896年から全米選手権に出場し始め、1899年から1901年までドワイト・デービスと組んで最初の男子ダブルス3連覇を達成した。1901年、ウォードとデービスはウィンブルドン選手権に遠征し、男子ダブルス決勝戦に勝ち進んだ。決勝では当時のウィンブルドン選手権に君臨していた兄弟ペア、レジナルド・ドハティー＆ローレンス・ドハティー組に 6-4, 4-6, 3-6, 7-9 で敗れた。1902年、ウォードとデービスは地元の全米選手権でも、男子ダブルスのタイトルを「ドハティー兄弟」に明け渡してしまう。ドワイト・デービスはこの大会を最後に、全米選手権とデビスカップから引退した。
デービスの引退後、ウォードは左利き選手のビールズ・ライトとダブルスを組み始め、彼とのコンビで1904年-1906年に2度目の全米男子ダブルス3連覇を達成した。1904年、彼はようやく男子シングルスで初優勝を飾り、この年に単複2冠を獲得した。初期の全米選手権は、ウィンブルドン選手権と同じように、「チャレンジ・ラウンド」（挑戦者決定戦）から「オールカマーズ・ファイナル」（大会前年優勝者とチャレンジ・ラウンド勝者で優勝を争う）への流れで優勝者を決定した。1903年の優勝者ローレンス・ドハティーがアメリカに遠征しなかったことから、1904年の男子シングルスではオールカマーズ・ファイナルがなくなり、チャレンジ・ラウンド決勝の結果が優勝記録表に記載された。ウォードはチャレンジ・ラウンド決勝でウィリアム・クローシャーを 10-8, 6-4, 9-7 で破り、9度目の出場で男子シングルス初優勝を決めた。ところが、1905年のオールカマーズ・ファイナルで、ウォードはチャレンジ・ラウンド勝者のビールズ・ライトに 2-6, 1-6, 9-11 で敗れ、ダブルス・パートナーにタイトルを明け渡した。1906年はシングルスに出場せず、ライトとのダブルスで3連覇した。

## デビスカップ
1900年8月8日から10日にかけて、第1回のデビスカップがマサチューセッツ州ボストンにある「ロングウッド・クリケット・クラブ」で開かれた。ドワイト・デービスがこの団体戦のために、ティーカップ型の優勝杯を寄贈したことから「デビスカップ」の名前が与えられる。当時「ハーバードの3人組」と呼ばれていたドワイト・デービス、ホルコム・ウォード、マルコム・ホイットマンの3人が最初のアメリカ・チームを構成し、イギリス代表の3人と最初のデビスカップ戦を戦った。第1回大会のイギリス代表選手はアーサー・ゴア、ハーバート・ローパー・バレット、アーネスト・ブラックの3名であった。ウォードとデービスが第3試合ダブルス戦を制し、アメリカ・チームは最初の3戦で勝利を決めた。 デビスカップは1901年には実施されず、1902年に第2回の公式戦が行われた。第2回大会では、アメリカ代表は最初の3人にウィリアム・ラーンドが加わり、イギリスはレジナルドとローレンスのドハティー兄弟と、ジョシュア・ピムの3名が参加した。ウォードとデービスは、第3試合のダブルス戦でドハティー兄弟組に敗れたが、ホイットマンの2勝でアメリカはカップを防衛した。
最初はアメリカとイギリスの2か国だけで争っていたデビスカップも、大会の発展につれて徐々に参加国が増えていった。カップ寄贈者のデービスとホイットマンの2人が1902年にデビスカップを退いた後も、ウォードは1905年と1906年の2度出場記録を加えた。1905年のデ杯では、新たに参加国に加わったフランスとオーストラレーシア（オーストラリア・ニュージーランドの連合名称）の選手たちには勝ったが、決勝のイギリス戦で出場2試合を落とし、アメリカ・チームはイギリスに5戦全敗を喫した。1906年の決勝で出場3試合すべてを落とし、ドハティー兄弟とシドニー・スミスに完敗した対イギリス戦が、ウォードの最後のデビスカップ出場になった。

## ウィンブルドン選手権
ホルコム・ウォードは1901年と1905年の2度、ウィンブルドン選手権に遠征した。1901年の男子ダブルスで、ウォードとドワイト・デービスはイギリス人以外のダブルスコンビとして最初のウィンブルドン決勝進出者になった。ウィンブルドン選手権の歴史を通じて、最初の外国人決勝進出者になった選手は1898年・1899年の2年連続で男子ダブルス準優勝者になったクラレンス・ホバート（アメリカ）であるが、ホバートは地元イギリス人選手のハロルド・ニスベットとペアを組んだ。外国選手2人のペアが決勝に進んだのは、ウォードとデービスのコンビが最初である。
4年後の1905年、4人の選手がアメリカからウィンブルドン選手権に遠征した。ウォードは4年ぶり2度目のウィンブルドンでビールズ・ライトとペアを組み、もう1組はウィリアム・クローシャーとウィリアム・ラーンドのコンビであった。2組とも男子ダブルス準決勝で敗れ、ウォードとライトは地元イギリスペアのフランク・ライスリー＆シドニー・スミス組に 6-2, 3-6, 2-6, 7-9 で敗退した。同選手権の男子ダブルス部門における外国人選手の初優勝は、1907年にノーマン・ブルックス（オーストラリア）とアンソニー・ワイルディング（ニュージーランド）組によって成し遂げられた。

## 引退後
1906年に全米選手権とデビスカップから退いた後も、ウォードは積極的にテニスに関わった。引退から16年後の1922年、「全米シニア・ダブルス選手権」45歳選手の部で全盛時代の親友ドワイト・デービスと組んで優勝している。1937年から1947年まで、彼は10年間全米テニス協会（USTA）の会長を務めた。1954年に国際テニス殿堂が設立され、ウォードは1956年に第2回の殿堂入りを果たしている。20世紀初頭のアメリカ男子テニス界を築いた名選手ホルコム・ウォードは、国際テニス殿堂入りから11年後、1967年1月23日にアメリカ・ニュージャージー州レッドバンクで88歳2ヶ月の生涯を終えた。

## 主な成績
- 全米選手権　男子シングルス：1勝（1904年）／男子ダブルス：6勝（1899年-1901年・1904年-1906年）　［男子ダブルス、3連覇を2度達成］
- ウィンブルドン選手権　男子ダブルス準優勝：1901年　パートナー：ドワイト・デービス